# In medias res

In medias res (с лат. — «в середине дела») — термин традиционной поэтики, обозначающий начало действия или повествования с центрального эпизода фабулы (его завязки или даже одной из перипетий) без предварения его экспозицией и предысторией, излагаемыми от лица автора или вводимыми в монологах и диалогах действующих лиц; фабула не обрамляется при этом описаниями, рассуждениями и прочим неповествовательным материалом.
In medias res принадлежит к числу композиционных форм, усиливающих напряжение динамичностью изложения, экономящих изобразительные средства устранением второстепенных действующих лиц и сосредоточивающих внимание на основном действии. В драматургии введение начала in medias res тесно связано с борьбой за единство действия (классицизм против средневековья и барокко).
Фраза in medias res является цитатой из «Ars poetica» Горация, где он хвалит Гомера за то, что тот повествование своё не начинает ab ovo, а прямо приступает к делу (вводит читателя in medias res).
Пародийный пример соответствующего приёма присутствует в новелле Э. Т. А. Гофмана «Песочный человек»: автор-повествователь, размышляя, как лучше начать свою историю, рассматривает в том числе возможность введения читателя in medias res: «„Проваливай ко всем чертям“, — вскричал студент Натанаэль, и бешенство и ужас отразились в его диком взоре, когда продавец барометров Джузеппе Коппола…“ Так я в самом деле и начал бы, когда б полагал, что в диком взоре студента Натанаэля чуется что-нибудь смешное, однако ж эта история нисколько не забавна».